# Hội chứng sữa-muối kiềm
Trong y học, hội chứng sữa-muối kiềm hay hội chứng Burnett được định tính là tăng calci máu do ăn uống quá nhiều calci và muối kiềm loại cơ thể có thể hấp thu; thông thường nguồn gốc của calci và muối kiềm là các thực phẩm bổ sung dùng để phòng ngừa loãng xương và các kháng acít. Nếu không được điều trị, hội chứng sữa-muối kiềm có thể dẫn đến suy thận hay tử vong.
Hội chứng từng xuất hiện nhiều nhất vào đầu thế kỉ 20 rồi giảm, nhưng từ những năm 1990, số trường hợp được báo cáo lại tăng lên liên quan đến việc tăng sử dụng bổ sung calci để chống hay phòng ngừa loãng xương

## Triệu chứng
Các triệu chứng thường gặp nhất là chán ăn, đau đầu, nhầm lẫn, các triệu chứng tâm thần, và khô miệng; các xét nghiệm có thể cho thấy bệnh nhân có tăng calci máu, suy thận, và kiềm chuyển hóa.

## Nguyên nhân
Hội chứng sữa-muối kiềm là do ăn uống quá nhiều calci (thường ở dạng thực phẩm bổ sung để phòng ngừa loãng xương) và các muối kiềm cơ thể hấp thu được (có trong các thuốc kháng acid).

## Cơ chế
Cơ chế của việc ăn quá nhiều calci và muối kiềm dẫn đến hội chứng sữa-muối kiềm là chưa rõ, do ở người có sự kiểm soát chặt chẽ hàm lượng calci trong cơ thể. Suy giảm chức năng thận là một yếu tố nguy cơ nhưng ngay cả ở người có thận khỏe mạnh vẫn có thể phát sinh hội chứng này.

## Điều trị
Việc điều trị bao gồm dừng tất cả các dạng bổ sung calci hay các tác chất muối kiềm mà bệnh nhân đang sử dụng, và bổ sung nước.
Trong các ca nặng, bệnh nhân có thể phải nhập viện, có thể cần tiêm truyền tĩnh mạch nước muối sinh lý ở những ca này.
Nếu suy thận đã tiến triển thì cần điều trị bằng lọc máu.

## Kết quả
Ở những trường hợp nhẹ, khả năng cao hồi phục hoàn toàn. Ở những ca nặng, suy thận mạn hay tử vong có thể xảy ra.

## Dịch tễ học
Ở những người nhập viện với tăng calci máu, hội chứng sữa-muối kiềm đứng hàng thứ ba các nguyên nhân phổ biến nhất, sau cường tuyến cận giáp và ung thư ác tính.

## Lịch sử
Cái tên "hội chứng sữa-muối kiềm" xuất xứ từ một phản ứng xảy ra trên việc điều trị loét dạ dày vào đầu những năm 1900 bởi Betrand Sippy; ông kê đơn gồm sữa các các muối kiềm cho các bệnh nhân trên giả thuyết rằng loét là do lượng dịch vị tăng quá mức.